# Trstená
Trstená (en húngaro: Trsztena, en polaco: Trzciana) es una ciudad en el distrito de Tvrdošín, región de Žilina, Eslovaquia. Enclavada en el río Orava, Trstená está situada a pocos kilómetros de la frontera polaca.

## Historia
La ciudad de Trstená fue fundada en 1371, después de que Schwancomír Wismer dio el permiso a Ján Hertel para desarraigar los bosques y establecer una ciudad en la periferia de Tvrdošín. El nombre de la ciudad fue en ese tiempo Bingenstat. Según el derecho de colonos, a Trstená la fundaron los colonos alemanes. En 1424, en el documento de privilegio de Žigmund Luxemburský, la ciudad aparece bajo el nombre Stadstek y luego dependiendo de la influencia y de la lengua de la nobleza aparece como Trezthynem, Thersztene, Thersztena. Žigmund también exoneró de pagar las aduanas. Desde 1588 Trstená perteneció a Juraj Thurzó, quien la exoneró de los impuestos urbanos. Matej II confirmó los privilegios y concedió a la ciudad el derecho de cuatro ferias anuales (en la fiesta de santa Dorota, Martin, Turíce y de la Ascensión de la Virgen María). La feria de st. Martin se mantiene hasta hoy día.
En el siglo XIX, en el año 1831 hubo una epidemia de cólera en la que murieron 323 personas.

## Demografía
| Año        | 1994 | 2004    | 2014    | 2024    |
| ---------- | ---- | ------- | ------- | ------- |
| Población  | 7002 | 7579    | 7429    | 6953    |
| Diferencia |      | +8,24 % | −1,97 % | −6,40 % |

| Año        | 2023 | 2024    |
| ---------- | ---- | ------- |
| Población  | 6978 | 6953    |
| Diferencia |      | −0,35 % |

Trstená, desde el año 1932 hasta el año 2012 ha aumentado el número de 2.472 habitantes a 7. 423.
En Trstená hoy vive un 98,82% de eslovacos, 0,32% de checos, 0,42% de polacos, 0,07% de húngaros, 0,04% de croatas y 0,04% otros.

## Religión
La mayor parte de la población la forman cristianos católicos (94,33% ), y sin fe (3, 26%); un 0,78% la forman protestantes. Y también hay un 0,07% de católicos griegos y otros.

## Economía
En la ciudad Trstená se ha producido un gran desarrollo económico por el comercio transfronterizo con Polonia desde que los dos países pertenecen a la Unión Europea. Uno de los principales empleadores de Trstená es Matsushita Corporation, una empresa que produce componentes para Panasonic.

### Agricultura
En general se cultivan las patatas. Casi cada vecino tiene un trozo de tierra donde cultiva patatas y zanahoria fundamentalmente para consumo propio.

### Industria
En el pasado existían principalmente gremios de carpinteros, alfareros y peleteros. Hoy hay varias empresas industriales que ofrecen trabajo a los residentes de Trstená y también a personas de la región. La principal empresa es Panasonic, donde se fabrican controles de televisión y componentes electrónicos. Otra empresa importante se llama Orava Form donde se fabrican máquinas de moldeo

### Comercio
Aunque Trstená es una ciudad pequeña, aquí podemos encontrar varias tiendas y grandes supermercados como Billa, Coop y  Jednota. También hay una tienda de ropa deportiva y de electrónica.
Cada aňo se celebra en otoño la Feria de Martin, que es muy popular.
Trstena está situada cerca del pueblo polaco de Jabłonka, que es muy concurrida por sus mercados.

## Turismo
Alrededor de Trstená hay un entorno natural de gran belleza. Los turistas pueden admirar la diversidad de paisajes, practicar deportes como el esquí en las cercanas estaciones, disfrutar de sus piscinas termales así como ver la cultura tradicional. Los turistas pueden encontrar información en la oficina de turismo, que está cerca de la plaza. En la oficina se ofrece ayuda a los turistas para orientarse por la ciudad, e informan sobre senderos para caminar que están cerca de Trstená.
Los lugares más visitados son:
- Oravská priehada: Es el mayor embalse de Eslovaquia. Su área es de 35 km cuadrados. Fue construido en 1953. Es un importante sitio de movimiento turístico de la región de Orava. Durante verano hay varias posibilidades de practicar distintos deportes. Es conocida la isla en el centro del embalse, llamada Slanický ostrov. Allí se encuentra una pequeña iglesia con distintos monumentos.
- Roháče: Son las montañas más visitadas por los turistas, y conocidas por los extranjeros. Forman parte de los Tatras, que son las montañas más altas de Eslovaquia. Allí hay  muchos senderos, y durante el invierno sitios para esquiar. Hay varias rutas de diferente dificultad. Hay lagos y una cascada.

## Comunicaciones y transporte
La localidad se encuentra intercomunicada con otras ciudades pues dispone de estación de autobuses y de tren. Como Trstená está cerca de la frontera con Polonia hay una carretera por las que se puede ir directamente a Crakovia (a 100 km) u otras ciudades de Polonia.
En cuanto a las distancias largas, lo más importante es la estación de tren de la ciudad, mediante la cual se puede uno trasladar a Kraľovany y desde aquí tomar un tren o autobús a pueblos y ciudades de Eslovaquia.

## Patrimonio histórico-artístico

### Monumentos
- La iglesia de st. Martin. Se encuentra en la calle Bernoláková 1. Pertenece a los monumentos histórico-artísticos de Trstená. Fue construida en el siglo XIV. La reconstruyeron tres veces, en el siglo XVII, XVIII y XX.
- La iglesia franciscana de St. Juraj. Se encuentra en la plaza de M.R. Štefánik 436. Fue construida en el siglo XVII, y reconstruida posteriormente.
- La sinagoga. Se encuentra en la calle Železničiarov 300. Construida en el siglo XIX., ahora es una zapatería.
- Ayuntamiento. Se encuentra en la calle Bernoláková 96/8. Fue construido a comienzos del siglo XX.
- El cementerio judío. Se encuentra entre dos ciudades, entre Trstená y Tvrdošín. Allí hay muchas tumbas donde están enterrados los judíos que murieron antes de la Segunda Guerra Mundial.
- El memorial de SNP (Levantamiento nacional de Eslovaquia.) Se encuentra en  Pod Halečkou al lado de la gasolinera.
- El memorial de ČA (Ejército rojo). Se encuentra en la plaza de M.R.Štefánik, cerca de la escuela de Rudolf Dilong. Habla sobre la liberación de la ciudad en la Segunda Guerra Mundial.

## Naturaleza

### Flora
La flora se caracteriza por una gran variedad de especies. Los mayores recursos naturales son los bosques. Ellos son la parte más valiosa, el ecosistema más estable y forman un elemento importante del paisaje. Parte de los bosques originales han desaparecido, sobre toda la vegetación mixta, debido al pastoreo y la producción de cultivos. Abundan bosques de hoja perenne, como por ejemplo los bosques de Picea abis, y árboles de hoja caduca como por ejemplo el haya y el arce.

### Fauna
Existe una gran cantidad de lobos en la zona, además de zorros, garduñas, nutrias, armiños, comadrejas, ciervos, corzos, jabalíes, osos, mirlos acuáticos y urogallos, entre otras especies.
En el área del embalse es posible observar especies de aves como la cigüeña negra, el pigargo de cola blanca y el águila real.

## Hidrografía
Desde el río Oravica en Trstená fluyen otros ríos como Bratkovčík, Všivák, Trsteník y Zábiedovčík. El flujo de agua depende de las precipitaciones reales, debido al hecho de que es un río que fluye desde grandes zonas forestales, particularmente la velocidad de flujo puede aumentar a cincuenta veces de su diámetro.

## Cultura
Trstená ya desde su fundación fue un centro cultural importante en la región de Orava. La vida cultural y social en la ciudad gira en torno a la Casa de Cultura, junto con el cine Mier y la biblioteca de la ciudad. Estos ya desde 1973 forman todas las condiciones para el desarrollo de la cultura urbana. Son un lugar donde se organizan los eventos culturales y sociales. En el año 2011 la Casa de Cultura fue reconstruida y mejorada.

### Fiestas
De todas las fiestas en Eslovaquia, muchas son cristianas y algunas estatales. Ambos tipos de fiestas están señalados en el calendario.
- Semana Santa. Esta fiesta se celebra en marzo o abril y se celebran los 4 días principales (el viernes, el sábado, el domingo y el lunes). Los cristianos van a la iglesia y oran.
- Lunes de Pascua. Existe la tradición de que el lunes de Pascua los chicos van a casa de chicas que conocen para tirarles agua, para que sean guapas y sanas. Ellas les dan un huevo pintado a mano, alcohol y algunas dinero :también. Todo termina con una fiesta.
- Día de los Difuntos. Se celebra el 1 de noviembre y la gente suele encender velas y poner flores en la tumba de la familia cercana y así recordar a los difuntos.
- Navidad. Se prepara kapustnica - zopa de col ácida, ensalada de patatas y carpa. Se construye un árbol y se decora, y debajo los padres después de la cena dan regalos para cada miembro de la familia y dicen que los ha traído Jesusito. Los días 26 y 27 de diciembre se visita avla familia cercana y se desempaquetan los regalos.

### Gastronomía
Trstená está en la región que se llama Orava (al norte de Eslovaquia). Junto con el sur de Polonia, estas dos zonas tienen mucho en común y esto significa que también comparten tipos de comida. En Orava son muy típicos los quesos, que tienen mucha sal y algunos de ellos son ahumados. 
Bryndzové halušky es una comida de patatas y bryndza (tipo de queso muy blando) que es típica para casi toda Eslovaquia. Para prepararlas necesitamos patatas, harina, sal y bryndza. Es una comida muy simple y fácil de cocinar. Se mezclan patatas ralladas con harina y sal. Después esta masa se divide en pequeñas partes y se echan en agua hirviendo -estas son los halušky. Cuando están blandos se sacan del agua y se mezclan con bryndza. Algunas veces los halušky se comen con žinčica - un tipo de leche especial muy ácida.
Estos productos de leche de oveja y vaca son muy típicos en esta región, porque aquí viven muchos pastores. Viven en kolibas (típicas casas de madera). Cuando las ovejas o vacas están en los prados comiendo hierba, cada día por la tarde y por la mañana los pastores toman la leche y producen estos productos típicos para Orava y también para Trstená.

### Cerámica
La producción de cerámica de Trstená data desde el siglo XVII. La característica principal de esta cerámica es el color ladrillo, decorada con la arcilla blanca. Los modelos forman principalmente motivos vegetales. Las formas tradicionales de Orava son recipientes de leche, jarras, cuencos, platos, etc. Estas formas y los modelos tradicionales se mantienen hasta hoy. En la ciudad existe una escuela-museo donde niños y adultos asisten a clases con el maestro de cerámica Ľubomír Hoľma.

## Educación
En Trstena existen cuatro escuelas. Haz tres escuelas primarias y el instituto Martin Hattala. Las escuelas primarias son: Escuela primaria de Rudolf Dilong, Escuela primaria Trstená Oeste con escuela de párvulos, y la Escuela primaria al lado de Oravice. 

### Sección Bilingüe de Español
En el Gymnázium Martin Hattalu también se encuentra la Sección Bilingüe de español, una de las siete que hay en Eslovaquia, que se inauguró en 1998.  El centro dispone de profesores nativos y también de profesores eslovacos de español. Este estudio consiste en 5 aňos de bachillerato, al final de los cuales los estudiantes hacen un examen oral y escrito, llamado Maturitas. El primer aňo los estudiantes estudian la lengua castellana en un curso preparatorio de 20 horas a la semana. El segundo aňo los estudiantes ya tienen las asignaturas de biología, química, física y matemáticas también en espaňol. En cada nivel hay un grupo de aproximadamente 30 alumnos. Además, en el instituto se imparten clases de espaňol como segundo idioma extranjero en otros grupos de la Sección no bilingüe. 
Cada año en marzo los estudiantes de la Sección Bilingüe preparan un programa para celebrar los Días Espaňoles. Se realizan actividades y se preparan platos de comida típica, también se cantan canciones, hay teatro y un concurso de proyectos sobre Espaňa. El Agregado de Educación entrega finalmente unas becas-premio a alumnos con el mejor expediente académico.
En 2010 los alumnos de esta sección asistieron al I Festival de Teatro que tuvo lugar en Trstená.

## Deportes
Karate club Trstená tiene un gran significado para la vida de la ciudad. Este club ha ganado muchos premios en competiciones de Eslovaquia.
También es muy importante el florbal (tipo de hockey sin hielo). En el Gymnázium Martina Hattalu hay un equipo que entrena este deporte y participa en competiciones del país. Estos alumnos han sido campeones de Eslovaquia en los últimos años.
Existen clubes de baile, Žabky y Daisy o Mixer Trstená, donde se practican country, claqué y bailes folclóricos de Eslovaquia y de otros países.

## Ciudades hermanas
Hořice (República Checa), Žirovnice (República Checa), Želiezovce (Eslovaquia), Žarnovica (Eslovaquia), Jabłonka (Polonia), Išaseg (Hungría), Pays de Bray (Francia).